# Yekaterina Noskova
Yekaterina Noskova –en ruso, Екатерина Носкова– es una deportista rusa que compitió en taekwondo. Ganó una medalla de bronce en el Campeonato Mundial de Taekwondo de 1999 y una medalla de bronce en el Campeonato Europeo de Taekwondo de 1998.

## Palmarés internacional
| Campeonato Mundial | Campeonato Mundial       | Campeonato Mundial | Campeonato Mundial |
| Año                | Lugar                    | Medalla            | Categoría          |
| ------------------ | ------------------------ | ------------------ | ------------------ |
| 1999               | Edmonton (Canadá)        | Medalla de bronce  | –63 kg             |
| Campeonato Europeo |                          |                    |                    |
| Año                | Lugar                    | Medalla            | Categoría          |
| 1998               | Eindhoven (Países Bajos) | Medalla de bronce  | –63 kg             |